# Heteronotus belliger
Heteronotus belliger är en insektsart som beskrevs av Butler. Heteronotus belliger ingår i släktet Heteronotus och familjen hornstritar. Inga underarter finns listade i Catalogue of Life.